# 相鉄11000系電車
相鉄11000系電車（そうてつ11000けいでんしゃ）は、2009年（平成21年）に営業運転を開始した相模鉄道（相鉄）の通勤型電車。
編成表記は11001×10のように横浜方先頭車の番号×編成内の車両数で編成を表すのが公式とされるため、それに準ずる。

## 概要
老朽化した5000系および旧7000系の置き換えを目的に導入された。
東日本旅客鉄道（JR東日本）のE233系をベースに設計されており、10000系と同様に設計費やライフサイクルコストの削減を狙っている。車両の製造は10000系に引き続き、東急車輛製造と後継の総合車両製作所横浜事業所を中心に、一部はJR東日本新津車両製作所（現・総合車両製作所新津事業所）が担当する形となっている。
2008年（平成20年）5月に発表した「平成20年度設備投資計画」内にて第一弾として10両編成2本の投入が発表された。第1編成（11001×10）は同年10月、第2編成（11002×10）も年度内にかしわ台車両センターに到着し、年度内の営業運転開始を目指したものの調整が遅れたために、翌2009年（平成21年）5月に竣工扱いとし同年6月15日に運転を開始した。その一環として同年6月14日に相模大塚駅にて撮影会、二俣川駅でグッズ販売会が開催された。
神奈川東部方面線計画を介した東京都心への乗り入れ計画が進んでいた当時、本系列はJR線直通列車に充当することを前提とした設計がされており、相鉄ではJR線直通用として製造される予定の12000系とは別に、本系列もJR線への直通に使用することを2018年5月に表明していた。しかし、2019年に保安装置の改造コストなどの理由で、計画が中止された。

## 概説
前述のように、本系列は基本的にE233系電車と同一であり、後節の車内設備とともに相鉄で特に目を引く設備を中心に解説する（その他の設備については、「JR東日本E233系電車」の項目を参照のこと）。

### 車体
車体は10000系と同じくステンレス鋼製で、前面はライトなどの配置を除けば10000系に近い意匠としている。帯色のカラーリングについては営業運転開始時から、グループカラーである「相鉄ブルー」と「相鉄オレンジ」となっている。なお、10000系では車体幅がベース車よりやや狭い2,930mm幅であったが、後に路線の車両限界･建築限界を変更する手続きを行い、本系列はベース車と同様の2,950mm幅の車体で導入している。
本系列では衝突事故対策として、運転士への安全を確保するために運転台を比較的高い位置に設置し視界を確保したほか、大手私鉄では初めて先頭車両をクラッシャブル（衝撃吸収）構造とし、運転台部分の奥行きを長く確保している。これにより乗務員室次位の客室扉の位置が後方にずれたため、直後の座席は4人掛けとされた（10000系は6人掛け）ほか、既設の留置線昇降台や横浜駅ホームの安全柵などの寸法変更が行われた。
E233系と同様に、種別・行先表示器はフルカラーLED式を採用した。E233系同様2段表示も可能で、下段に途中駅停車中は次駅を、始発駅停車中はスクロールで停車駅を案内表示することが可能である。前照灯は相鉄では初となる高輝度放電ランプ（HIDランプ）と呼ばれる白みの強い色のランプであり、視認性を高めるために車体上部に設置された。
車体外部側面上部に相鉄初の車外スピーカーを設置している。このスピーカーからは車掌によるアナウンスや自動放送を流すことができる。E233系では一部の車両において半自動ドアが採用されているが、本系列では不採用である。代わりに既存車両と同様に始発駅などで停車時間が長くなる場合の車内保温のために4つのドアの内の3つを閉め切ること（ドアカット）のできる3/4閉機構を装備する。ドアカット中は車外スピーカーから乗降案内の自動放送が1分おきに流れる。

### 車内設備
座席は全てロングシートを採用している。シートは10000系と同様のバケットシート仕様で1人分の着席区分が明確化されており、配色も同系列に準ずるが、ばねを改良したことにより座り心地は柔らかくなっている。車椅子スペースは両先頭車の連結面寄り、向かって左側に設置されている。
車内客用ドア上部には、相鉄では初となる17インチ横長のLCD式車内案内表示器（SIS〈Sotetsu Infovision Systemの略〉と呼ばれる）が設置されている。1つのドアの上に2基設置され、右側は停車駅・乗り換えの案内、他社路線の運行状況などが流され、左側に広告を流す。
車内は白色を基調とし、客用ドアや車両連結面の貫通扉はステンレス無塗装ではなく9000系以来の化粧板仕上げとされた。特に客用ドアは視覚障害者への配慮のためにドア中央部の車内側は黄色く着色され、床には黄色の滑り止めも兼ねた点字ブロックが貼付されており、ドア開閉時にはドアチャイムと連動し赤色ランプが点滅する仕様である。また優先席部分と女性専用車となる4号車は荷棚が他の号車と比べ50mmほど低くなっている。連結面の貫通扉は2003年に発生した韓国の大邱地下鉄放火事件を受けて全ての車両に装備されており、万が一火災が発生しても炎や煙をある程度遮断するようになっている。
細かな部品類は相鉄の在来車と共通の仕様になっており、吊革は灰色のものを、網棚もパイプ状のものをそれぞれ採用している。ドアエンジンには10000系と同じ電気スクリュー式が使われている。
営業開始当初より自動放送が導入されており、列車種別・行き先（下りの二俣川以西は行き先のみ）、停車駅、次駅、乗換の案内や車内でのお願いなどを日本語と英語を放送する。
2013年2月に落成した11005×10からは、室内灯にLED照明が採用されており、それ以前の編成も交換された。

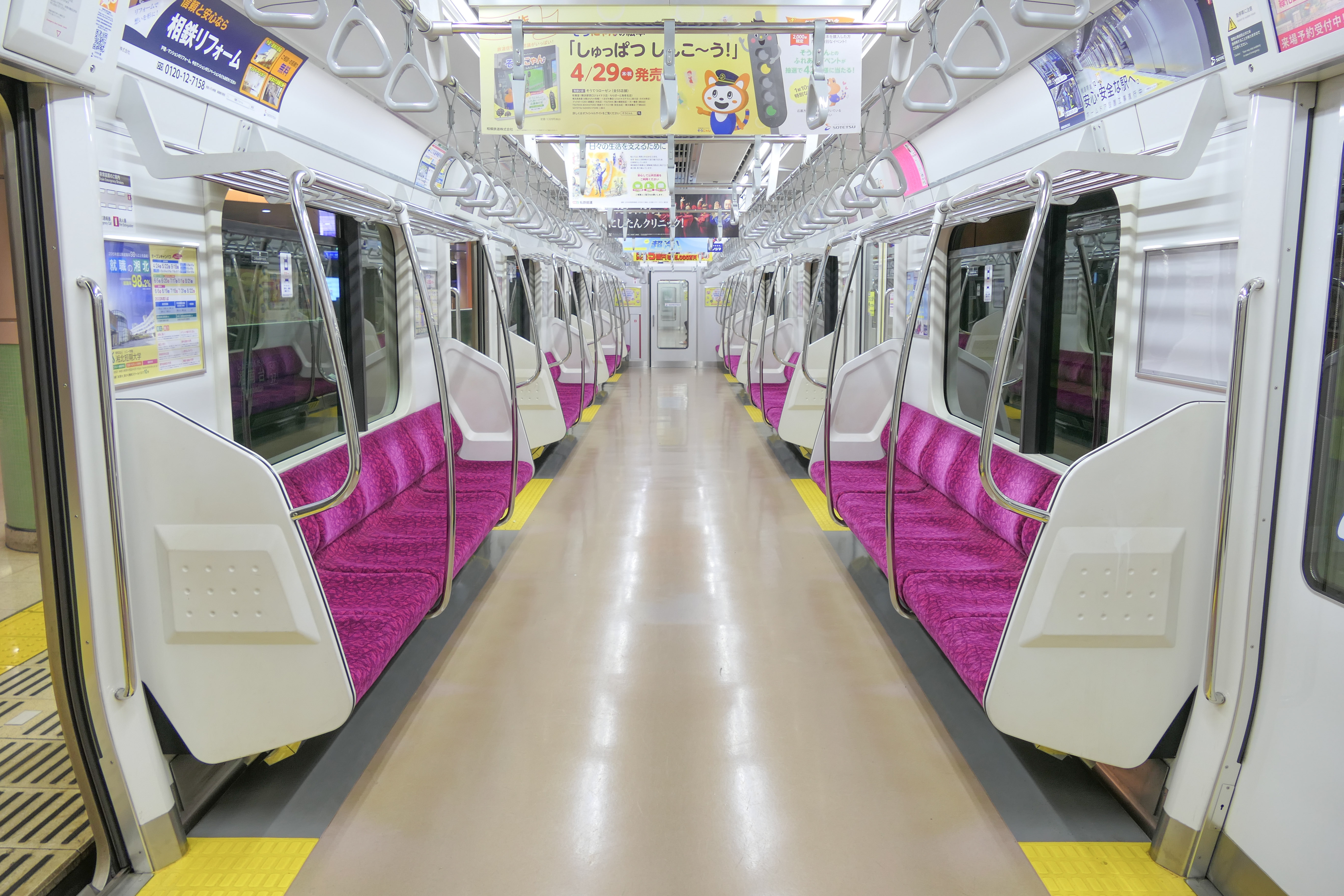
車内全景
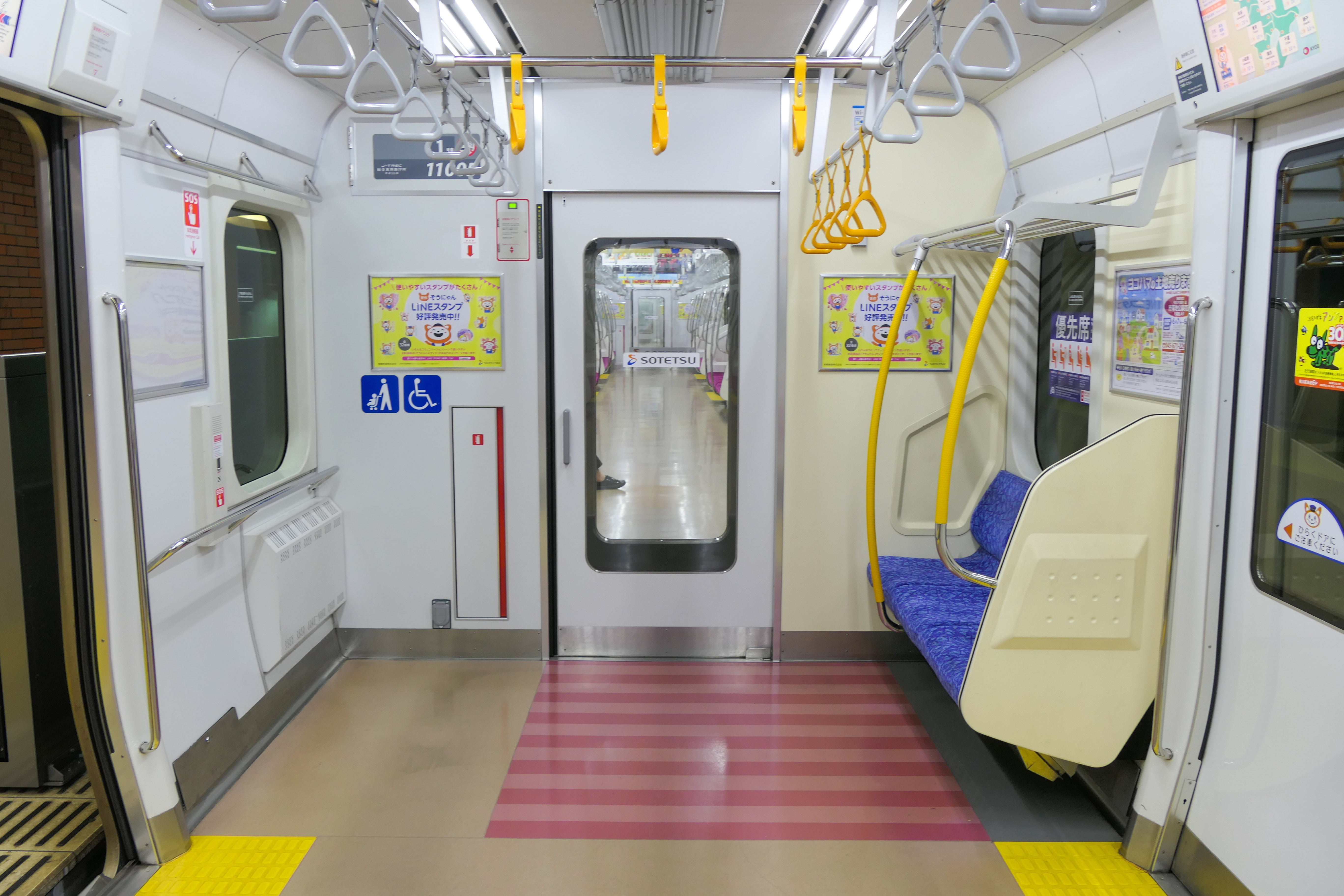
車椅子スペースと優先席
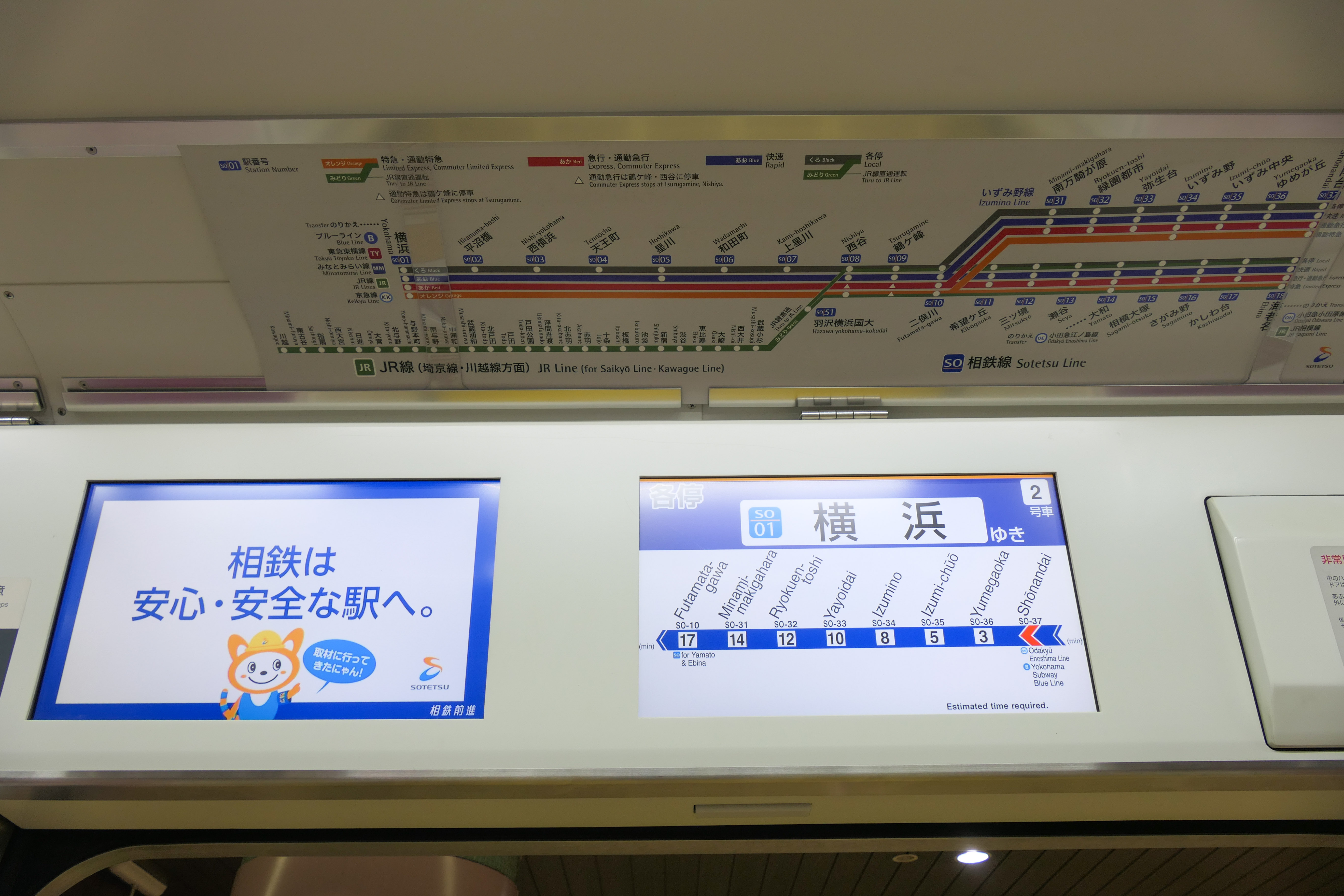
LCD式車内案内表示器
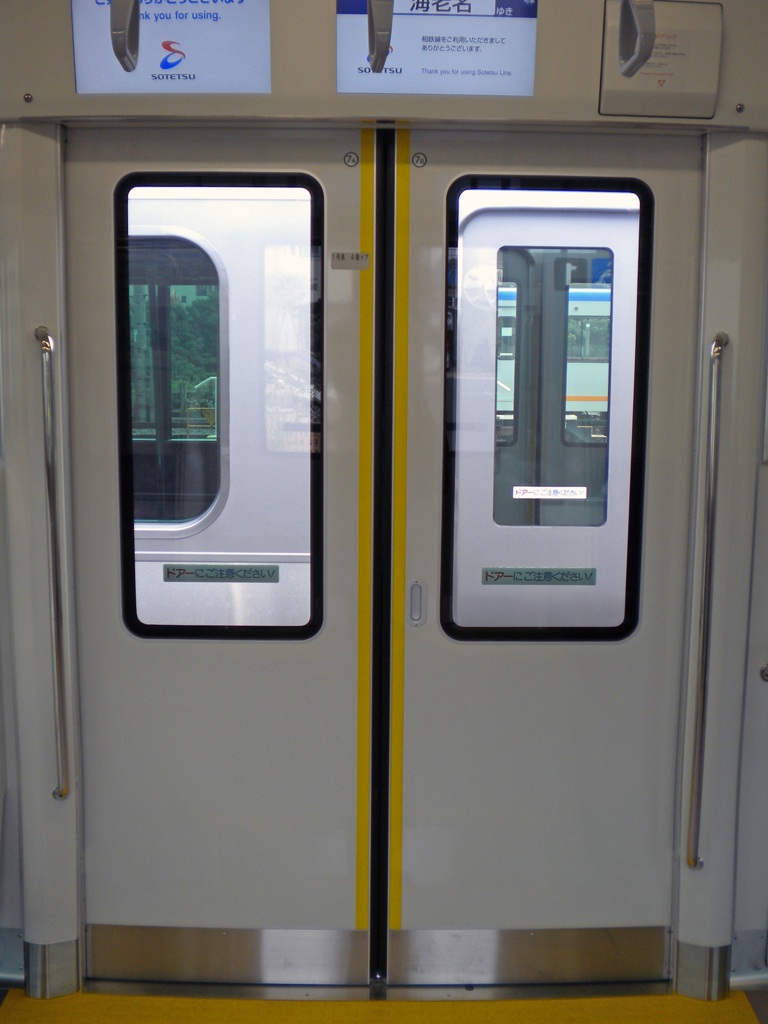
客室扉
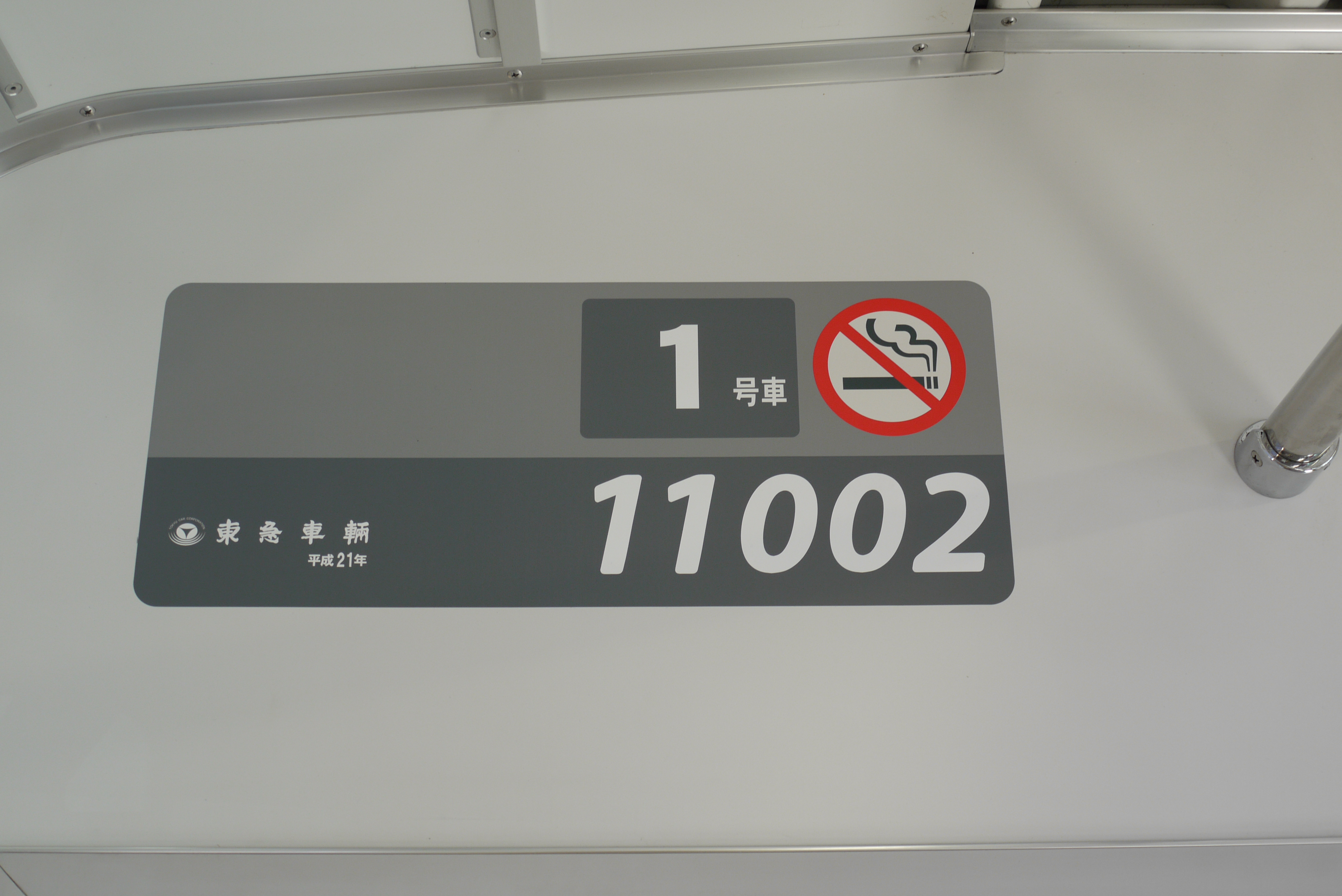
車内の銘板（東急車輛製）
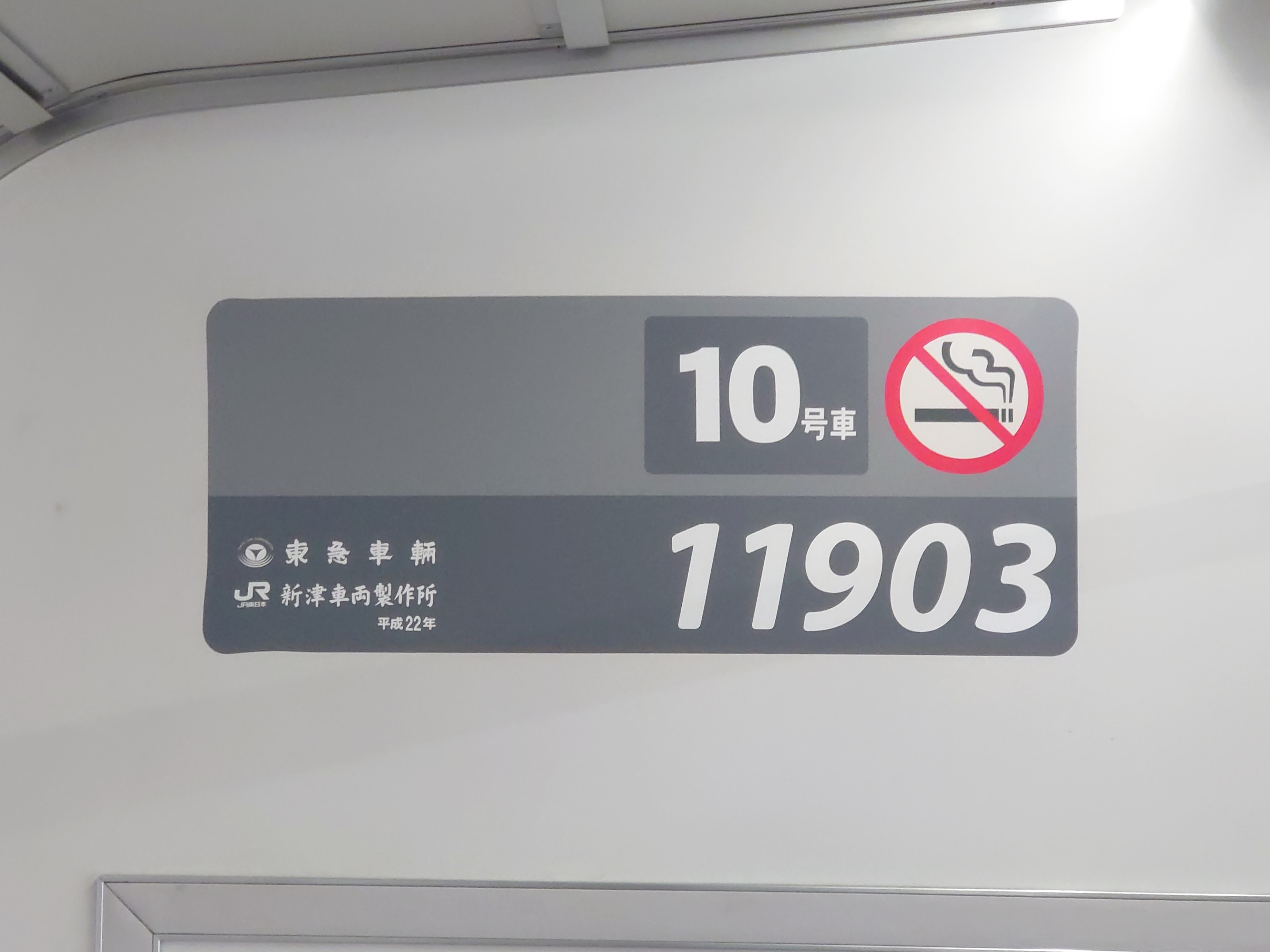
車内の銘板（新津車両製作所製）

#### 乗務員室

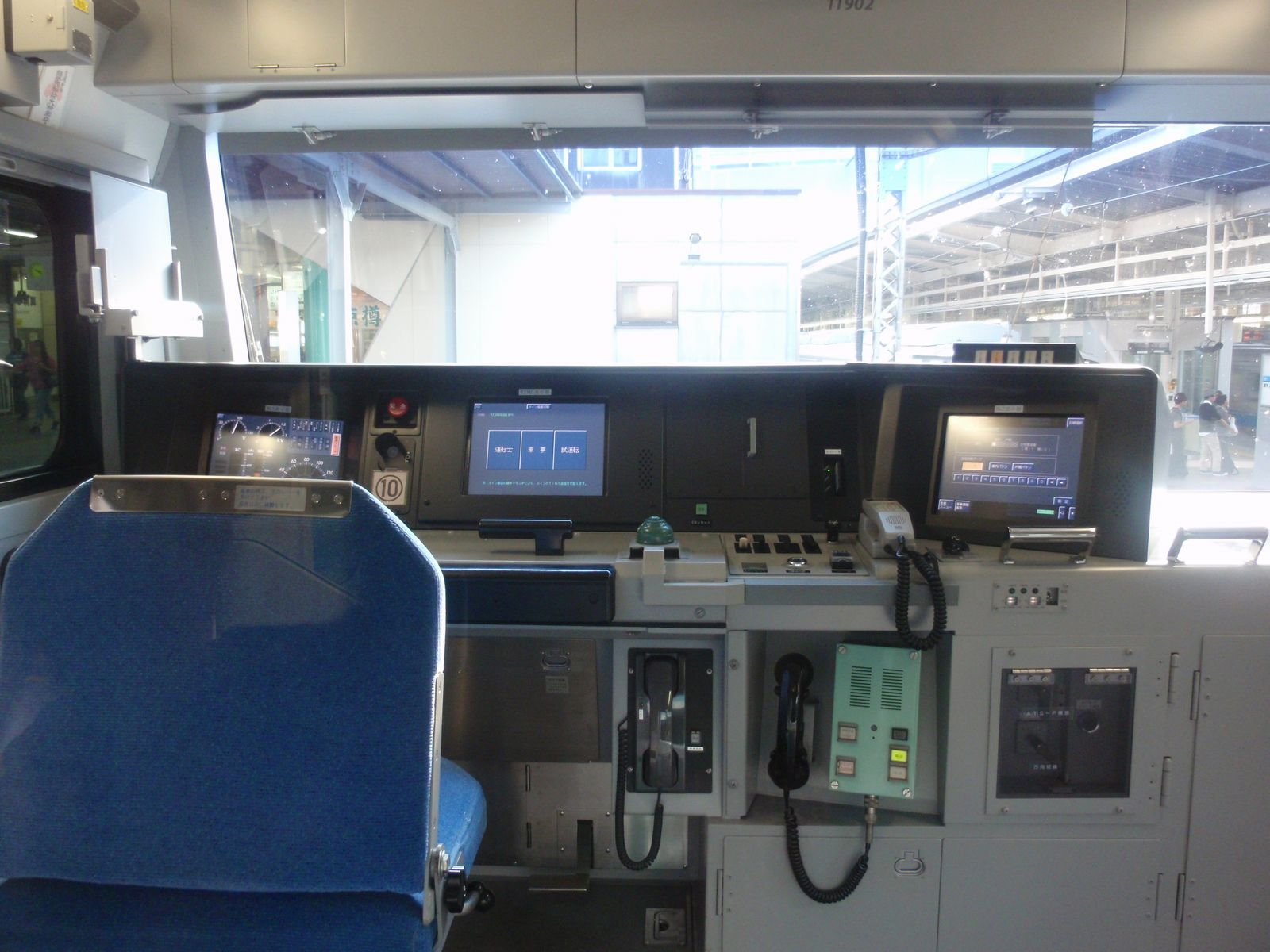
相鉄では初採用となったグラスコックピット方式の運転台

相鉄の車両では初のグラスコックピット仕様と呼ばれる液晶表示式の運転台を採用している。アナログの指針式メーター類は廃止され、速度計、電圧計やブレーキ圧力計などの運転に必要な情報が液晶にまとめて表示される。

### 機器類
前述の通り、E233系に準じた仕様となっている。各機器の形式には、相鉄を表す「ST」が付与されているものが多い。
基本性能としては、設計最高速度は120 km/h、運転最高速度は100 km/hで、ベース車両の設定範囲と相鉄における条件を勘案し、加速度は3.0 km/h/s、減速度は常用・非常ともに4.8 km/h/sとした。
主制御器は1C4M2群方式、IGBT素子による2レベルPWM方式のVVVFインバータ (ST-SC85A) を採用、M1・M3・M5車に搭載する。ブレーキは回生ブレーキ併用電気指令式ブレーキとし、停止直前まで回生ブレーキが動作する停止電気ブレーキとした。このほか、非常、保安ブレーキとして予備直通ブレーキおよび耐雪ブレーキを装備している。また、抑速ブレーキを準備工事としている。なお一部従来車との互換性がないため、非常時に両者を連結することに備え、ブレーキ指令読み換え装置を先頭車に搭載している。
また先頭車はブレーキ制御装置と供給空気タンクを台車ごとに装備することで、事故などで破損した場合にも被害を抑えられるものとした。
台車は軸梁式ボルスタレス台車、牽引装置は1本リンク式でE233系とほぼ同等品である。先頭台車は相鉄形ATSの受電器を取り付けるため排障器の形状が異なっていたが、12000系の登場後は同車にあわせE233系と同じタイプへと交換されている。基礎ブレーキ装置は、電動台車がユニット式踏面ブレーキ、付随台車が直動式踏面ブレーキとディスクブレーキの併用としている。また先頭台車には駐車ブレーキ装置を設けている。形式は電動台車のST-DT71Aと付随台車のST-TR255Aを基本に、先頭台車 (両先頭車の運転台側) はST-TR255、重量の軽いM4車はST-DT71Bとなっている。
主電動機は一時間定格140 kW のかご形三相誘導電動機 (ST-MT75) で、耐寒耐雪仕様を簡素化している。駆動装置はTD継手式平行カルダン駆動方式で歯車比は97:16 = 6.06である。
集電装置は10000系4次車以降に引き続き、シングルアームパンタグラフ (PT7103-E) を採用した。電磁かぎ外し・ばね上昇・空気下降式で上昇検知装置を備えている。すり板は相鉄標準のC/Cコンポジットカーボン系すり板AN-3Mをねじ止め、ブロイメットすり板も装着可能とした。M1・M3・M5車の海老名方に常用のものを搭載するほか、M1車の横浜方に予備を搭載している。
補助電源装置はIGBT素子を使用した2レベル方式の静止形インバータ (ST-SC86A) で、待機二重系となっている。出力は三相交流440 V・260 kVAで編成に2台、M2・M6車に搭載し、電源供給区分は横浜方から6両・4両、また延長給電を可能とした。空気圧縮機はスクリュー式のMH3124-C1600SN3を編成に3台、Tc1・Tc2・T1車に搭載する。なお11504号車および11005×10編成はクノールブレムゼ製のオイルフリーレシプロ式を搭載している。
TIMSは10000系に対して、二重系の深度化による信頼性の向上、また伝送速度の増大といった改良が行われている。また運転状況の記録も本装置で行う。運行情報用ICカードは10000系と同じく車上持ちとしたが、保安装置切換後は、列番伝送やチャンネル設定支援として仕業カードシステムの導入を予定しており、それに使用するICカードは乗務員持ちとなる予定である。
連結器は先頭部が密着自動式、中間部は半永久連結器を基本に、3-4・5-6・7-8号車間は密着自動連結器としている。また先頭車の半永久連結器は衝撃吸収形とした。

### 保安装置
JR直通事業に関連する保安装置改修に対応するため、新方式と従来方式の双方を搭載可能とした。

#### 旧方式
従来型は将来の撤去を前提に設置検討を行っており、相鉄式ATS（磁気飽和式半連続軌道回路式）は発生品を一部改造の上で流用した。また列車選別装置を搭載するが、ATS-P使用開始後は撤去される。列車無線は大地帰路式の誘導無線方式で、電源二重化を行っている。先頭車後位側の屋根上にアンテナが設置されており、空調装置寄りが送信アンテナ、連結面寄りが受信アンテナとなる。
新方式
ATS-Pは準備工事とした。通常の一重系で検討を進めていたものの、JR線への直通を考慮してE233系と同等の二重系とした。またATS-SNの取付検討も行った。列車無線は空間波式のデジタル無線とし、ダイバシティ対応のためアンテナは2本設置される。防護無線は相鉄タイプとJR東日本タイプを切り替える構造で準備工事としている。
EB装置とTE装置を設置した。これらについては従来車も改造にて設置している。また信号炎管を準備工事とし、取付部をキャップで塞いでいる。

## 改造工事など
導入時から、以下の改造工事及び変更点が存在する。
- 種別・行先表示の内容変更
  - 2019年11月30日の相鉄新横浜線西谷駅 - 羽沢横浜国大駅の開業に先立ち、種別・行先の表示が追加された。

- 室内灯LED化
  - 蛍光灯だった4編成を対象に、2013年10月から11月にかけて実施[11]。
- 保安装置変更
  - 2014年3月30日より、ATS-Pの使用を開始。
  - 2015年10月3日より、デジタル列車無線の使用を開始。
- 車内案内表示器の内容変更
  - 2014年4月27日より、車内案内表示器にナンバリング表示を追加。
  - 2019年11月半ばより、停車駅・所要時間案内画面のラインカラーを種別色から紺に統一、全種別表記の路線図画面を廃止。
- ドアステッカー変更
  - 2015年2月下旬より、「そうにゃん」が描かれた物に変更。
- 優先席表示変更
  - 2015年10月のルール変更にあわせ、ステッカーが変更された。
- フリーWi-Fi対応（2016年）
- 女性専用車位置の変更
  - 2019年12月2日より、従来の4号車から海老名方先頭車（本系列では10号車）へ変更[12]。あわせてステッカーも変更された。
  - ただし、4号車のみ低くされた荷棚については現時点で改造されていない。
- 自動放送の内容変更
  - 2019年11月30日より、英語放送にナンバリング放送を追加。
- レール塗油器取付
  - 2019年度にクハ11005・クハ11905・クハ11903に実施[13]。
  - 2020年度にクハ11002・クハ11904・クハ11001に実施[14]。

- 塗装変更
  - 2024年度までに全ての車両を「YOKOHAMA NAVYBLUE」に統一する予定。

## 車体装飾・ラッピング

### そうにゃんトレイン
以下の日程で、相鉄マスコットキャラクター「そうにゃん」をあしらったラッピング車両「そうにゃんトレイン」が運行されている。奇数代には11003×10が、偶数代には11004×10が使用されている。10代目については11001×10が使用されている。
初代
2014年5月10日から2015年3月7日まで運行。運行終了翌日の3月8日には下記の「NEWそうにゃんトレイン」とともに相模大塚駅構内に展示された。
2代目「NEWそうにゃんトレイン」
2015年3月8日に、相模大塚駅構内でお披露目され、その日の夕方より定期運行を開始。2016年3月13日まで運行され、同日には下記の3代目とともに相模大塚駅構内に展示された。
3代目
2016年3月13日に相模大塚駅構内でお披露目され、3月14日より定期運行を開始した。
4代目
2017年3月12日に相模大塚駅構内でお披露目され、3月13日より定期運行を開始した。6号車の一部にはそうにゃん柄のモケットが設置されているほか、各車両にそうにゃんの形のつり革が各車両4つ設置されている。
5代目
2017年3月23日から定期運行を開始した。これ以降は車体側面へのフルラッピングは省略されている。先代同様にそうにゃん柄のモケットが設置されているほか、金色のそうにゃん形のつり革「ゴールドそうにゃんつり革」を導入（1両あたり2本）。
6代目「ベビーそうにゃんトレイン」
2019年3月25日から定期運行を開始した。そうにゃんの絵本に描かれている「幼いころのそうにゃん」がテーマ。そうにゃん柄のモケットやゴールド仕様のつり革は先代から継承されている。
7代目
2020年3月9日から定期運行を開始した。車両の前面や側面、車内の窓や壁にはそうにゃんのLINEスタンプをモチーフとしたラッピングが施され、そうにゃんつり革が「そうにゃんのしっぽ」をモチーフにしたものに変更となったほか、制服や作業服を着た「そうにゃん柄」の座席シートも設置された。
8代目
2021年3月22日から定期運行を開始した。車両の前面や側面、車内の窓や壁にはそうにゃんの絵本「しゅっぱつ しんこ〜う！」をモチーフとしたラッピングが施されている。
9代目
2022年3月20日から定期運行を開始した。そうにゃんの一日を記したラッピングが施されている。
10代目
2023年3月28日から定期運行を開始した。歴代のそうにゃんトレインのデザインがラッピングで施されている。
11代目
2024年3月21日から定期運行を開始した。直通運転先のスポットを旅するそうにゃんのデザインがラッピングで施されている。
なお、そうにゃんトレインの運行時刻については相鉄グループ公式サイト内の「そうにゃんトレイン運行時刻ページ」を参照のこと。

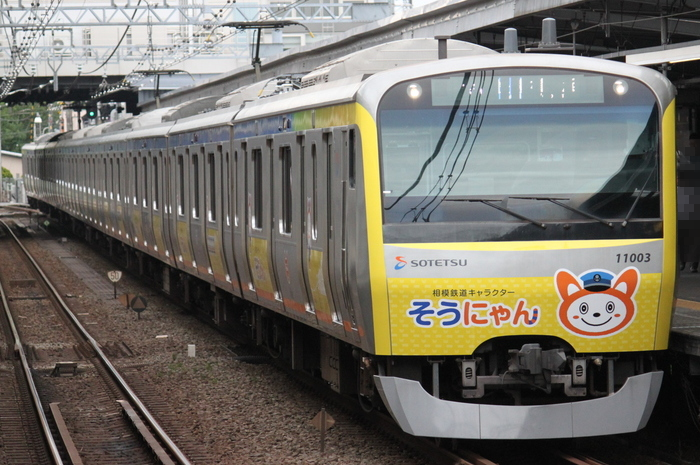
初代そうにゃんトレイン （2014年、鶴ヶ峰駅）
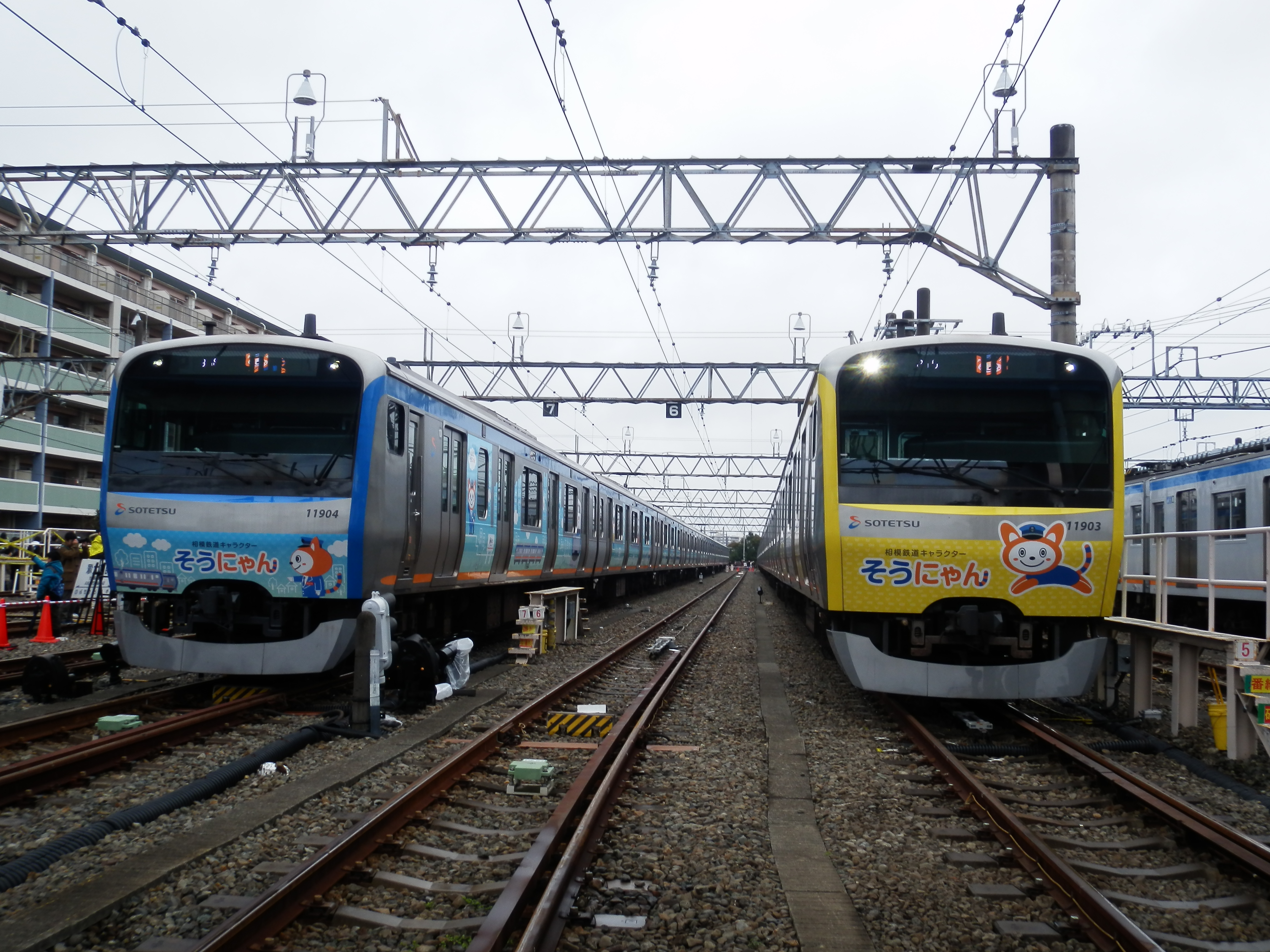
初代（右）および2代目そうにゃんトレイン「NEWそうにゃんトレイン」（左） （2015年3月8日、相模大塚駅）
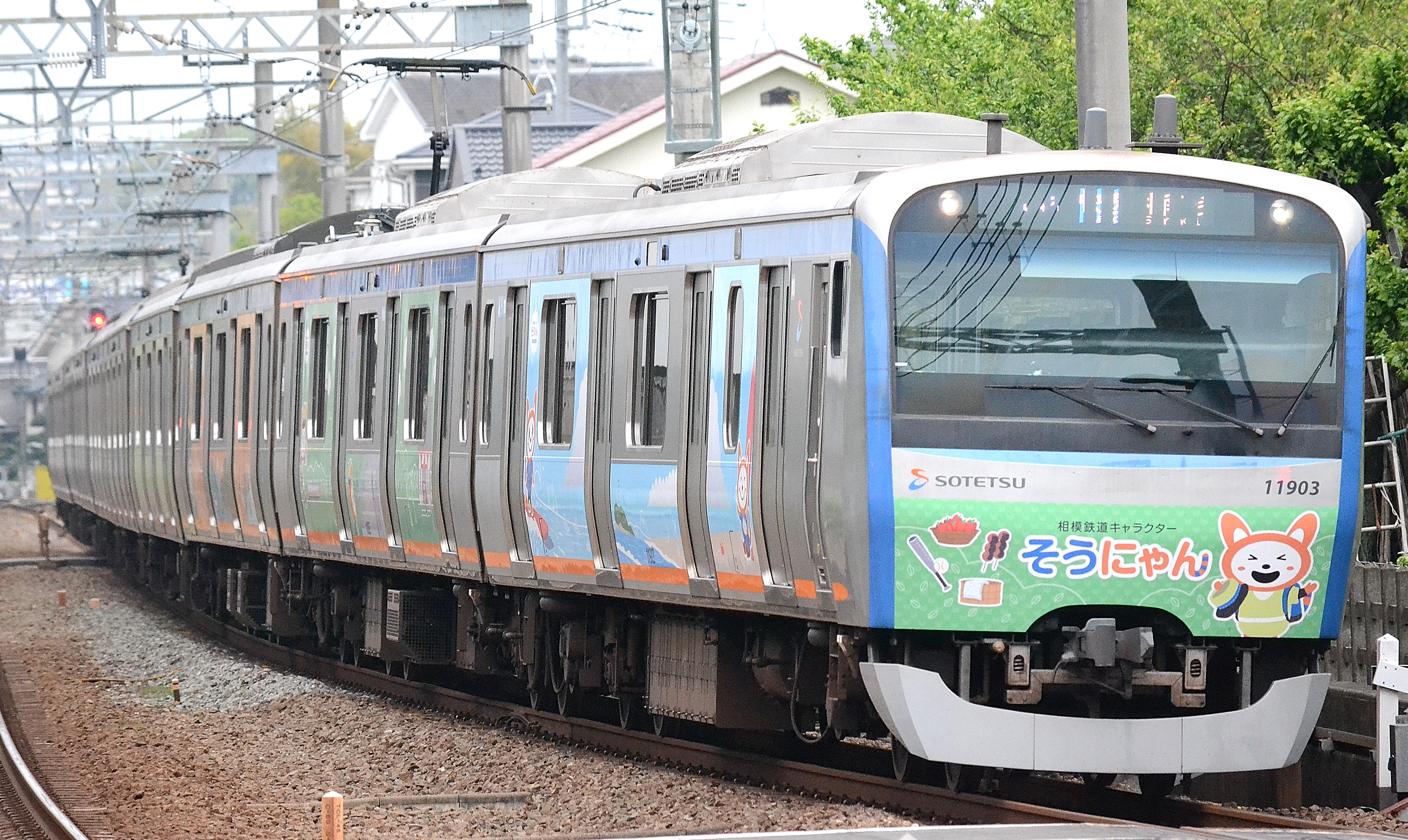
3代目そうにゃんトレイン （2016年5月3日、二俣川駅 - 鶴ヶ峰駅間）
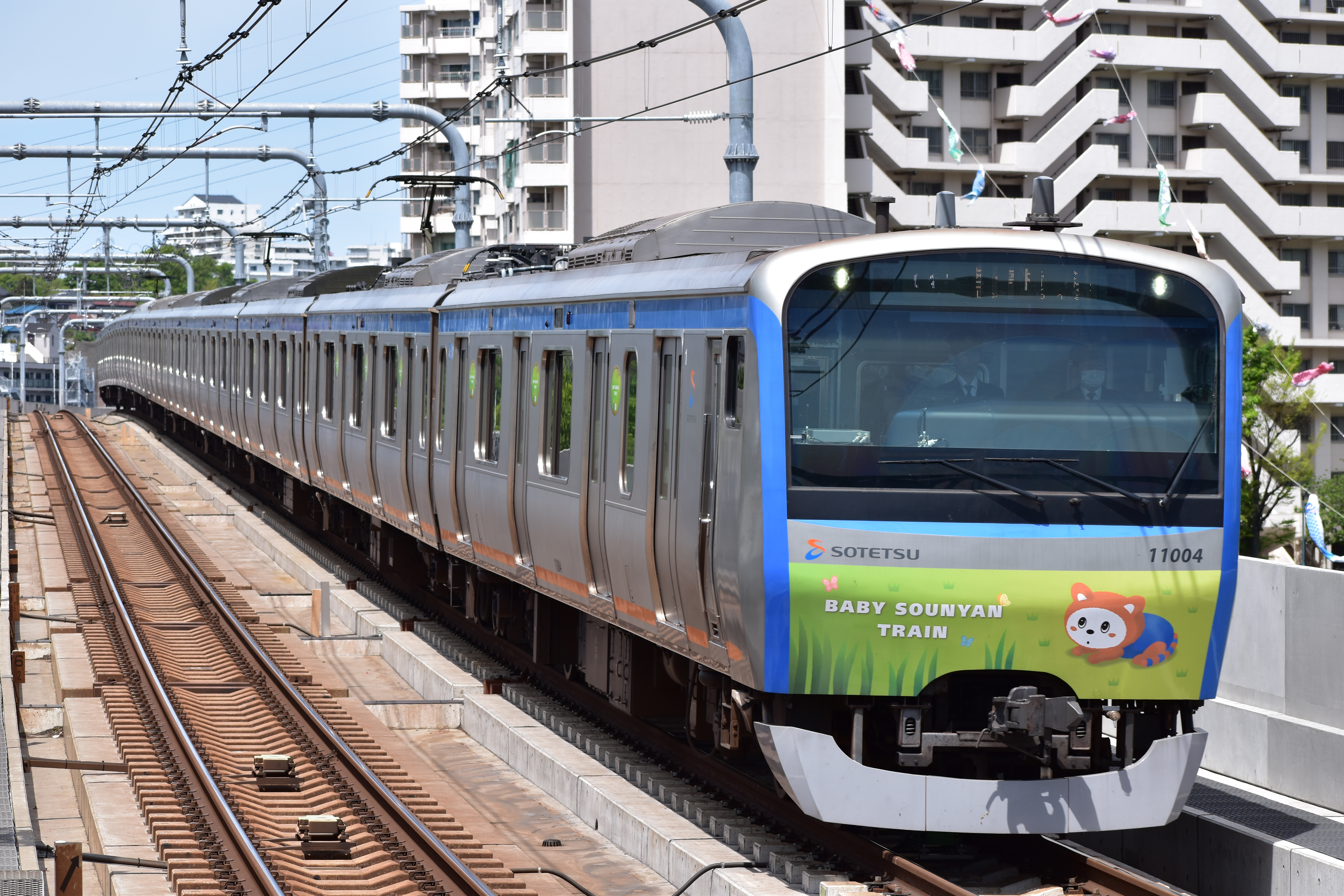
6代目ベビーそうにゃんトレイン （2019年4月28日、天王町駅）
6代目ベビーそうにゃんトレインのつり革（2019年12月）
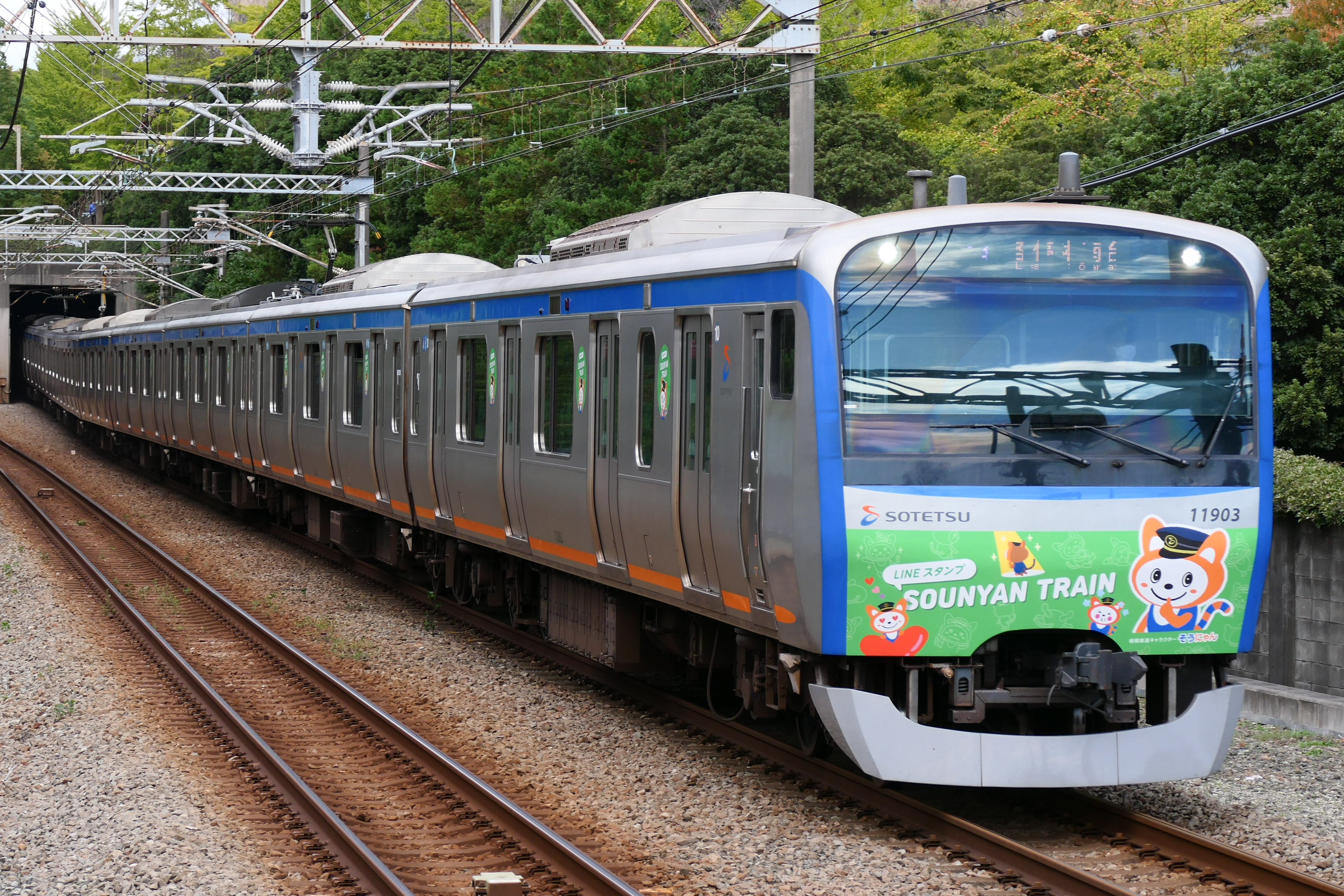
7代目そうにゃんトレイン （2020年10月20日、緑園都市駅）
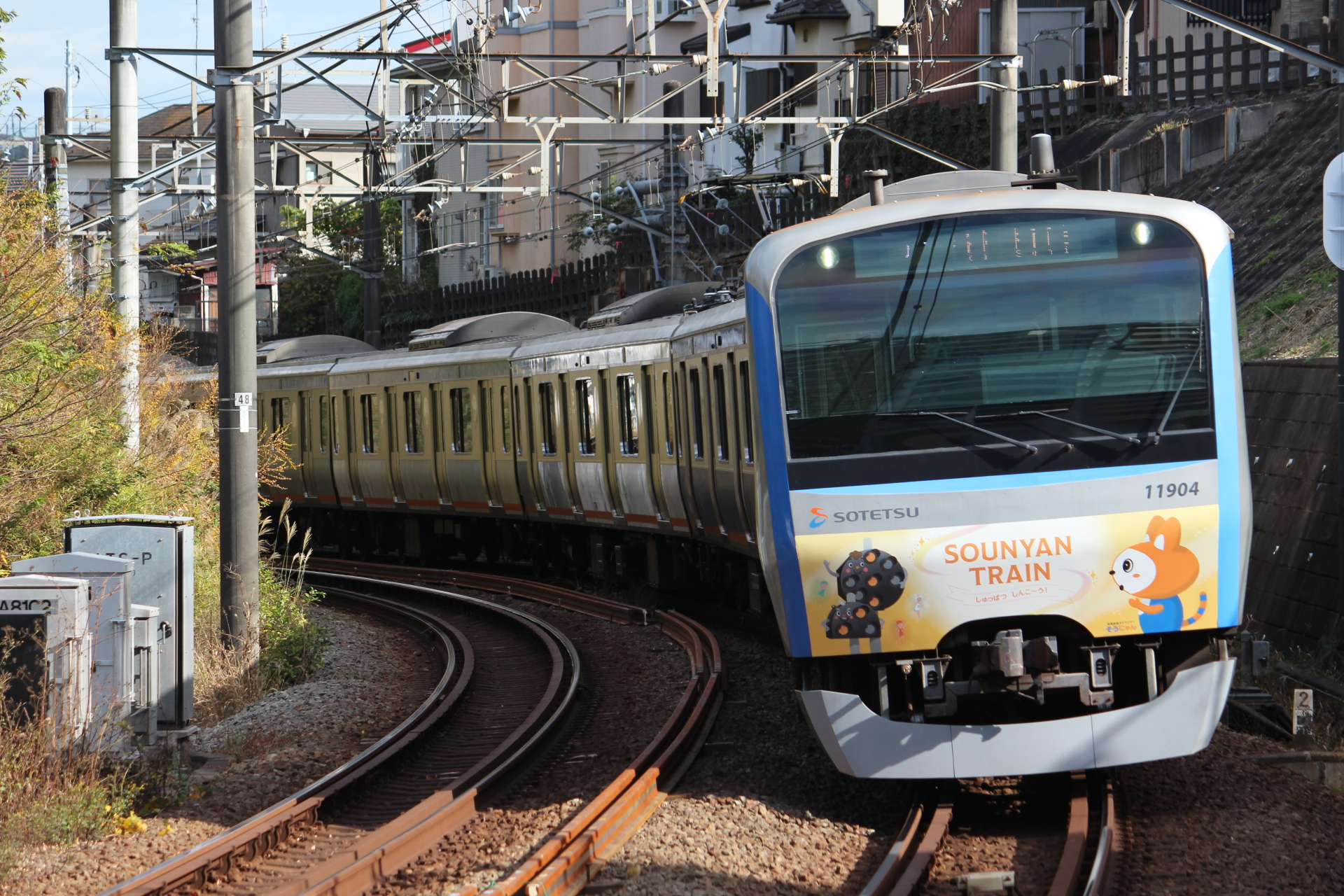
8代目そうにゃんトレイン （2021年11月23日、鶴ヶ峰駅）
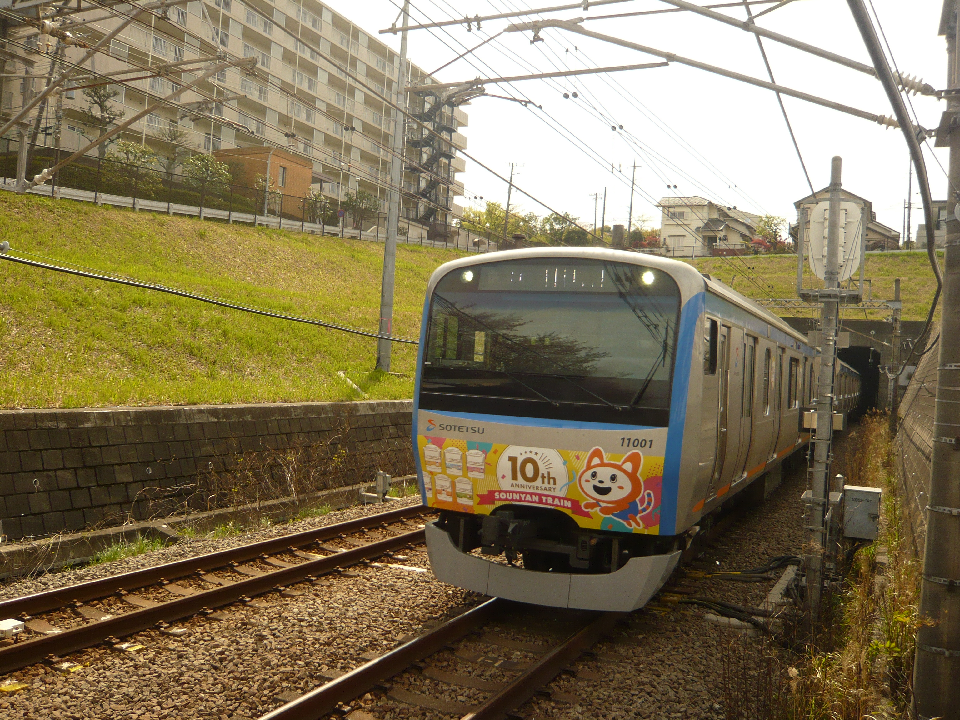
10代目そうにゃんトレイン（2023年4月5日、弥生台駅）

### その他
2009年9月から11月末まで、11002×10において同年の夏休み期間に実施された相鉄夏休み絵画コンクールの全作品を掲出したラッピング車両「そうてつギャラリートレイン」が運行された。
また、2017年4月より相鉄100周年記念のラッピング列車「IMA MUKASHI TRAIN」が11002×10によって運行されている。
2023年11月3日から12月下旬頃までの間、相鉄ジョイナス開業50周年を記念して、11002×10が初代5000系を模したラッピングを施したうえで「おかいもの電車」として復活運行する予定。

## 運用
他系列の10両編成と共通運用で、相鉄線内の特急、通勤急行、快速、各停全ての種別に使用される。また、都合によっては、8両編成の運用や相鉄新横浜線の運用を代走することがある。

## 編成表
本形式では付番体系が大きく改められている。十位以下を編成内で統一するものとし、また百位が従来車では車種を表していたものを、本系列では編成内での位置を示す形とした。この際、横浜方より0から振ることで、M1が100番代、M2が200番代、T2が600番代と、従来に近い形となっている。
|           |           | ← 横浜海老名・湘南台 → | ← 横浜海老名・湘南台 → | ← 横浜海老名・湘南台 → | ← 横浜海老名・湘南台 → | ← 横浜海老名・湘南台 → | ← 横浜海老名・湘南台 → | ← 横浜海老名・湘南台 → | ← 横浜海老名・湘南台 → | ← 横浜海老名・湘南台 → | ← 横浜海老名・湘南台 → | 新製日     |
| 号車      | 号車      | 1                      | 2                      | 3                      | 4                      | 5                      | 6                      | 7                      | 8                      | 9                      | 10                     | 新製日     |
| 形式      | 形式      | クハ11000 (Tc2)        | < ＞ モハ11100 (M1)    | モハ11200 (M2)         | ＞ モハ11300 (M3)      | モハ11400 (M4)         | サハ11500 (T1)         | サハ11600 (T2)         | ＞ モハ11700 (M5)      | モハ11800 (M6)         | クハ11900 (Tc1)        | 新製日     |
| 搭載機器  | 搭載機器  | CP,BT                  | VVVF                   | SIV                    | VVVF                   |                        | CP                     |                        | VVVF                   | SIV                    | CP,BT                  | 新製日     |
| 車内設備  | 車内設備  | ♿︎                     |                        |                        |                        |                        |                        |                        |                        | 弱冷房車               | ♿︎ 女性専用車          | 新製日     |
| 自重 (t)  | 自重 (t)  | 31.9                   | 32.6                   | 32.2                   | 32.0                   | 29.2                   | 28.8                   | 28.9                   | 32.2                   | 32.2                   | 31.9                   | 新製日     |
| 定員 (人) | 定員 (人) | 142                    | 160                    | 160                    | 160                    | 160                    | 160                    | 160                    | 160                    | 160                    | 142                    | 新製日     |
| 座席数    | 座席数    | 39                     | 54                     | 54                     | 54                     | 54                     | 54                     | 54                     | 54                     | 54                     | 39                     | 新製日     |
| 車両番号  | 11001×10  | 11001                  | 11101                  | 11201                  | 11301                  | 11401                  | 11501                  | 11601                  | 11701                  | 11801                  | 11901                  | 2009.05.19 |
| 車両番号  | 11002×10  | 11002                  | 11102                  | 11202                  | 11302                  | 11402                  | 11502                  | 11602                  | 11702                  | 11802                  | 11902                  | 2009.05.20 |
| 車両番号  | 11003×10  | 11003                  | 11103                  | 11203                  | 11303                  | 11403                  | 11503                  | 11603                  | 11703                  | 11803                  | 11903                  | 2010.03.17 |
| 車両番号  | 11004×10  | 11004                  | 11104                  | 11204                  | 11304                  | 11404                  | 11504                  | 11604                  | 11704                  | 11804                  | 11904                  | 2011.05.25 |
| 車両番号  | 11005×10  | 11005                  | 11105                  | 11205                  | 11305                  | 11405                  | 11505                  | 11605                  | 11705                  | 11805                  | 11905                  | 2013.03.01 |

凡例
- VVVF：主制御器（VVVFインバータ/1C4M2群）
- SIV：補助電源装置（静止形インバータ）
- CP：空気圧縮機
- BT：蓄電池
- ＞：集電装置（シングルアームパンタグラフ）
- <：予備集電装置（同上）
- ♿︎：車椅子・ベビーカースペース

備考
車両番号の下線はJR東日本新津車両製作所製の車両を示す（その他は第4編成まで東急車輛製、第5編成は総合車両製作所製）。